# Davit Saldadze
Davit Saldadze (* 15. února 1974-78) je bývalý sovětský a gruzínský zápasník – klasik, stříbrný olympijský medailista z roku 2000, které od roku 1993 reprezentoval Ukrajinu a od roku 2006 Uzbekistán.

## Sportovní kariéra
Zápasu řecko-římskému se věnoval v gruzínském Kutaisi. V roce 1992 odjel za svým starším bratrem Girogim na Ukrajinu do Luhansku. Podle šeftrenéra luhanského univerzitního klubu Elbruse Cachojeva neměl u sebe dokumenty a neuměl Rusky. Jediný trenér, který byl ochoten ho trénovat byl Mykola Rubežnyj pod jehož vedením se vypracoval v přední evropskou těžkou váhu. V ukrajinské mužské reprezentaci se pohyboval od roku 1997 v těžké váze do 97 (96) kg. Vrcholově se připravoval v Mariupolu v klubu Azovmaš.
V roce 2000 se kvalifikoval na olympijské hry v Sydney. V základní čtyřčlenné skupině porazil v posledním kole úřadujícího mistra Evropy Bělorusa Sergeje Lištvana 5:2 na body. Ze skupiny postoupil jako vítěz přímo do semifinále proti Konstantinu Thanosovi z Řecka, kterého porazil 4:2 na body. Ve finále se utkal se Švédem Mikaelem Ljungbergem a po vyrovnaném průběhu prohrál 1:2 na body. Získal stříbrnou olympijskou medaili. V roce 2004 obhajoval stříbrnou olympijskou medaili na olympijských hrách v Athénách a nepostoupil ze základní skupiny přes Gruzínce Ramaze Nozadzeho.
V roce 2005 přestoupil do vyšší supertěžké váhy do 120 kg, ale nepohodl se s ukrajinským reprezentačním vedením na pozici reprezentační jedničky a od roku 2006 startoval pod vlajkou Uzbekistánu. V roce 2008 se kvalifikoval na své třetí olympijské hry v Pekingu, kde v úvodním kole nepřešel přes Rusa Antona Botěva reprezentujícího Ázerbájdžán. V roce 2012 napočtvrté v olympijské kvalifikaci neuspěl a vzápětí ukončil sportovní kariéru.

## Výsledky
| Olympijské hry     |    |    | —  |    |     |     | 2.  |     |     |    | úč. |   |   |     | úč. |    |    |  |  |  |  |  |
| Mistrovství světa  | —  | —  |    | —  | 3.  | úč. |     | úč. | úč. | 4. |     | — | — | úč. |     | 5. | 5. |  |  |  |  |  |
| Mistrovství Evropy | —  | —  | —  | —  | úč. | 4.  | úč. | —   | 3.  | 3. | 4.  | — |   |     |     |    |    |  |  |  |  |  |
| Asijské hry        |    |    |    |    |     |     |     |     |     |    |     |   | — |     |     |    | 3. |  |  |  |  |  |
| Mistrovství Asie   |    |    |    |    |     |     |     |     |     |    |     |   | — | —   | 3.  | —  | —  |  |  |  |  |  |
| MS juniorů         |    |    | 1. | 3. | —   |     |     |     |     |    |     |   |   |     |     |    |    |  |  |  |  |  |
| ME juniorů         |    | 1. | 1. | 1. | 1.  |     |     |     |     |    |     |   |   |     |     |    |    |  |  |  |  |  |
| MS dorostenců      | 2. |    |    |    |     |     |     |     |     |    |     |   |   |     |     |    |    |  |  |  |  |  |